# Valley County, Idaho
Valley County är ett administrativt område i delstaten Idaho, USA, med 9 862 invånare (2010). Den administrativa huvudorten (county seat) är Cascade. 

## Geografi
Enligt United States Census Bureau så har countyt en total area på 9 670 km². 9 525 km² av den arean är land och 145 km² är vatten.

### Angränsande countyn
- Idaho County - nord
- Adams County - väst
- Gem County - sydväst
- Boise County - syd
- Custer County - öst
- Lemhi County - öst